# Sabine Martin
Hinter dem Pseudonym Sabine Martin verbergen sich die Autoren Sabine Klewe und Martin Conrath, die gemeinsam historische Kriminalromane verfassen.

## Werke
- als Sabine Klewe und Martin Conrath: Das Geheimnis der Madonna, CEP Europäische Verlagsanstalt, 2007, ISBN 978-3-86393-034-9
- als Sabine Klewe und Martin Conrath: Das Vermächtnis der Schreiberin, Emons Verlag, 2008, ISBN 978-3-89705-607-7
- Die Henkerin, Bastei-Lübbe, Köln, 2012, ISBN 978-3-404-16632-9
- Die Tränen der Henkerin, Bastei-Lübbe, Köln, 2013, ISBN 978-3-404-16731-9
- Die Reliquienjägerin, Bastei-Lübbe, Köln, 2014, ISBN 978-3-404-16896-5
- Die Königin der Diebe, Bastei-Lübbe, Köln, 2016, ISBN 978-3-7325-2330-6
- Die Hüterin des Tempelschatzes, Bastei-Lübbe, Köln, 2017, ISBN 978-3-404-17574-1
- Das Schicksal der Henkerin, Bastei-Lübbe, Köln, 2020, ISBN 978-3-7325-8802-2

## Belege
1. ↑  Wer ist eigentlich Sabine Martin (eingesehen am 7. April 2022)